# Griekenland op het Eurovisiesongfestival 2023

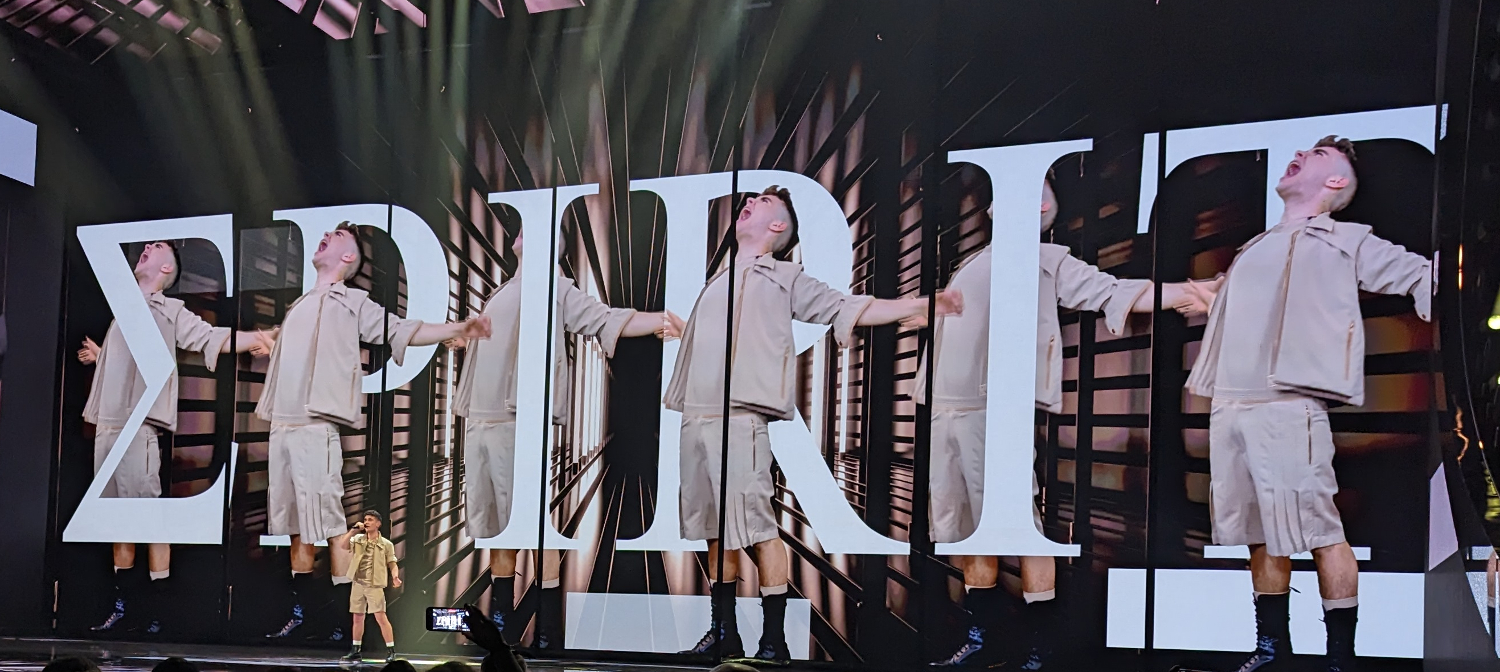
Victor tijdens de repetities voor de tweede halve finale.

Griekenland nam deel aan het Eurovisiesongfestival 2023 in Liverpool, Verenigd Koninkrijk. Het was de 43ste deelname van het land aan het Eurovisiesongfestival. De ERT was verantwoordelijk voor de Griekse bijdrage van 2023.

## Selectieprocedure
Op 30 januari 2023 maakte de Griekse omroep ERT in het avondjournaal bekend dat zanger Victor Vernicos in mei naar Liverpool afreist namens het Zuid-Europese land.
De interne selectie werd omgevormd tot een nationale finale die het televisiescherm niet haalde. Uit een open inschrijving die 106 kandidaten opleverde maakte een selectiecomité van de Griekse omroep ERT een shortlist van zeven gelukkigen. Een panel van Griekse burgers mocht vervolgens meestemmen samen met een vakjury. De interne selectie werd uitgesmeerd over twee rondes. De eerste ronde bestond uit 7 artiesten, dit aantal werd in de tweede ronde teruggebracht naar 3 waaruit een winnaar gekozen werd, de resultaten van de selectie kwamen later naar buiten. De winnaar werd als eerste bekend gemaakt, en dat werd dus Vernicos. Hij won van het duo Antonia Kaouri en Maria Maragkou en zangeres Melissa Mantzoukis. Het lied What they say werd op 12 maart 2023 naar buiten gebracht. Na een Grieks-Nederlandse in 2021, een Grieks-Noorse in 2022 kiest Griekenland nu voor een zanger met Grieks-Deense roots.

### Eerste ronde
| Artiest                        | Lied            |
| ------------------------------ | --------------- |
| Antonia Kaouri &Maria Maragkou | Shout Out!      |
| Klavdia                        | Holy Water      |
| Konstantina Iosifidou          | We're Young     |
| Leon of Athens                 | Somewhere to Go |
| Melissa Mantzoukis             | Liar            |
| Mónika Christodoúlou           | I'm Proud       |
| Victor Vernicos                | What They Say   |

### Tweede ronde
| Artiest                         | Lied          | Vakjury | Publieksjury | Totaal | Plaats |
| ------------------------------- | ------------- | ------- | ------------ | ------ | ------ |
| Victor Vernicos                 | What They Say | 740     | 509          | 1,249  | 1      |
| Melissa Mantzoukis              | Liar          | 440     | 693          | 1,133  | 2      |
| Antonia Kaouri & Maria Maragkou | Shout Out!    | 720     | 341          | 1,061  | 3      |

## In Liverpool
Griekenland kwam uit in de tweede halve finale op donderdag 11 mei. Het land wist zich niet te kwalificeren voor de grote finale op zaterdag. Het land kreeg namelijk enkel 2 punten van Armenië, en 12 vanuit Cyprus.
1974 · 1975 · 1976 · 1977 · 1978 · 1979 · 1980 · 1981 · 1982 · 1983 · 1984 · 1985 · 1986 · 1987 · 1988 · 1989 · 1990 · 1991 · 1992 · 1993 · 1994 · 1995 · 1996 · 1997 · 1998 · 1999-2000 · 2001 · 2002 · 2003 · 2004 · 2005 · 2006 · 2007 · 2008 · 2009 · 2010 · 2011 · 2012 · 2013 · 2014 · 2015 · 2016 · 2017 · 2018 · 2019 · 2020 · 2021 · 2022 · 2023 · 2024 · 2025
Albanië · Armenië · Australië · Azerbeidzjan · België · Cyprus · Denemarken · Duitsland · Estland · Finland · Frankrijk · Georgië · Griekenland · Ierland · IJsland · Israël · Italië · Kroatië · Letland · Litouwen · Malta · Moldavië · Nederland · Noorwegen · Oekraïne · Oostenrijk · Polen · Portugal · Roemenië · San Marino · Servië · Slovenië · Spanje · Tsjechië · Verenigd Koninkrijk · Zweden · Zwitserland